# Mosquée turque de Koloma
La mosquée Turque de Bembeto est une mosquée de Guinée, situe dans la commune de Ratoma.
Son imam en chef est actuellement Elhadj Ibrahim Ousmane Bah.

## Compositions
La mosquée Turque de Koloma est bâtie sur une superficie de 4,5 hectare, composée d'un foyer coranique pour 500 élèves.